# Carl Magnus Ullman
Carl Magnus Ullman, född 12 april 1833 i Göteborg, död där 31 mars 1917, var en svensk obstetriker och gynekolog.
Carl Magnus Ullman var son till kontraktsprosten och kyrkoherden Carl Adam Ullman och Anna Margreta Carlson. Han blev student vid Lunds universitet 1853, medicine kandidat där 1862 och medicine licentiat vid Karolinska Institutet 1866. Han var distriktsläkare i Göteborg 1867–1874 och samtidigt andre läkare vid Sahlgrenska sjukhuset 1870–1871. 1871 knöts han som biträdande lärare till Göteborgs undervisningsanstalt för barnmorskor, och 1876–1898 var han lärare med professors namn vid denna anstalt och därtill direktor. Han gjorde flera studieresor i Europa. Ullman var ledamot av direktionen för Sahlgrenska sjukhuset 1884–1894 samt vice ordförande där 1894 och ordförande 1895–1899. 1876 invaldes han i Vetenskaps- och vitterhetssamhället, och 1893 promoverades han till medicine hedersdoktor i Lund. Ullman var en framstående specialist inom obstetrik och gynekologi och lovordades som skicklig och högt uppburen barnmorskelärare. På hans initiativ i Göteborg till stånd ett kvinnligt konvalescenthem på 1880-talet, med Ullman som föreståndare och läkare, och för Göteborgs nya barnbördshus, färdigt 1900, gjorde han betydande insatser. Han publicerade uppsatser i fackpressen samt historiken Sahlgrenska sjukhusets förlossningsanstalt 1782–1855 (1900).